# 율로지

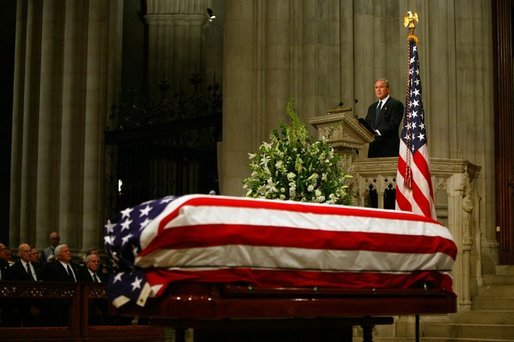
조지 W. 부시는 2004년 6월 로널드 레이건의 국장에서 율로지를 낭독한다

율로지(eulogy, εὐλογία, eulogia, 고대 그리스어, eu는 "잘" 또는 "진실", logia는 "말" 또는 "텍스트", 합쳐서 "찬양")는 사람, 특히 최근에 사망했거나 은퇴한 사람을 찬양하거나 애칭으로 사용하는 연설 또는 글이다. 찬양하는 연설의 의미로 찬사, 송덕문으로 번역되기도 하고, 고인에 대한 추도 연설, 추도사로 번역되기도 한다.
율로지는 장례식의 일부로 진행될 수 있다. 미국에서는 경야 중 또는 경야 후에 장례식장에서 진행되며, 영국에서는 보통 화장장이나 예배당에서 예배 중, 경야 전에 낭독된다. 미국에서는 일부 교파에서 전통을 존중하기 위해 예배에서 율로지를 장려하지 않거나 허용하지 않는다. 율로지는 살아있는 사람을 찬양하는 데에도 사용될 수 있다. 이는 일반적으로 생일, 회사 파티, 은퇴 축하 행사 등 특별한 경우에 이루어진다. 율로지는 죽은 사람을 기리는 엘레지와 혼동해서는 안 되며, 최근 사망한 사람들의 삶을 기록한 전기를 게재하는 부고나 장례식 관련 의식을 일반적으로 지칭하는 장례식과도 혼동해서는 안 된다. 로마 가톨릭교회 사제들은 장례 미사 중 강론 대신 사망자에 대한 율로지를 발표하는 것이 미사의 전례서에 의해 금지되어 있다.
율로지라는 단어의 현대적 사용은 16세기에 처음 기록되었으며 중세 라틴어 eulogium에서 유래했다. 당시의 eulogium은 오늘날의 더 짧은 eulogy로 바뀌었다.
율로지는 보통 사망자의 경우 가족 구성원이나 친한 가족 친구가 낭독한다. 은퇴와 같이 살아있는 사람을 위한 율로지의 경우, 선임 동료가 낭독할 수 있다. 때때로 율로지는 사랑과 감사의 말을 전하기 위해 중병에 걸렸거나 노인인 사람에게 사망 전에 낭독되기도 한다. 그러나 율로지는 사람에게만 국한되지 않는다. 장소나 사물에도 율로지를 바칠 수 있지만(누구나 낭독할 수 있음), 이는 살아있거나 사망한 사람에게 바쳐지는 것보다 덜 흔하다.
어떤 경우에는 대상이 사망하기 전에 친구나 가족 구성원이 장례 미사에서 자신의 글을 낭독할 목적으로 자율로지가 작성된다. 주목할 만한 예로는 미국 작가 커트 보니것의 고무적인 자율로지(삼촌의 장례식에서 빌려옴)와 오스트레일리안 풋볼 선수이자 미디어인 루 리차즈의 유머러스한 자율로지가 친구에 의해 낭독되었다.

## 저명한 예
성공적인 율로지는 위로, 영감, 또는 율로지의 대상이 되는 사람과의 연결을 제공할 수 있다. 다음 예시는 그러한 역할을 한 잘 알려진 율로지들이다.
대통령 로널드 레이건의 챌린저 우주왕복선 승무원을 위한 율로지 (1986):
이해하기 어렵겠지만, 때로는 이런 고통스러운 일이 일어납니다. 그것은 모두 탐험과 발견의 과정의 일부입니다. 그것은 모두 위험을 감수하고 인간의 지평을 넓히는 과정의 일부입니다. 미래는 마음 약한 자들의 것이 아닙니다. 용감한 자들의 것입니다. 챌린저 승무원들은 우리를 미래로 이끌었으며, 우리는 계속해서 그들을 따를 것입니다.

찰스 스펜서의 누나 웨일스 공비 다이애나를 위한 율로지 (1997):
다이애나는 연민, 의무, 스타일, 아름다움의 본질 그 자체였습니다. 전 세계적으로 그녀는 이타적인 인류의 상징이었고, 진정으로 억압받는 사람들의 권리를 위한 기수였으며, 국적을 초월한 진정한 영국 소녀였습니다. 계층을 초월한 자연스러운 고귀함을 지닌 사람이었고, 작년에 그녀는 자신의 특별한 마법을 계속해서 만들어내는 데 왕족의 칭호가 필요 없다는 것을 증명했습니다.

자와할랄 네루의 율로지 (마하트마 간디를 위해) (1948):
지금 가장 먼저 기억해야 할 것은 우리 중 누구도 화가 났다고 해서 함부로 행동해서는 안 된다는 것입니다. 우리는 강하고 단호한 사람들처럼 행동해야 합니다. 우리를 둘러싼 모든 위험에 맞서기로 결심하고, 위대한 스승이자 위대한 지도자가 우리에게 주신 사명을 수행하기로 결심해야 합니다. 그리고 만약, 제가 믿는 것처럼, 그의 영혼이 우리를 지켜보고 여러분을 본다면, 우리가 어떤 사소한 행동이나 폭력을 저지르는 것을 보는 것만큼 그의 영혼을 불쾌하게 할 일은 없을 것입니다.
그러니 우리는 그렇게 해서는 안 됩니다. 하지만 그렇다고 해서 우리가 나약해져야 한다는 뜻은 아닙니다. 오히려 우리는 강함과 단결로 이 위대한 재난에 직면하여 모든 문제와 어려움, 갈등을 끝내야 합니다. 위대한 재난은 우리에게 삶의 모든 큰 것들을 기억하고, 우리가 너무 많이 생각했던 작은 것들을 잊으라는 상징입니다.

테드 케네디가 그의 형 로버트 F. 케네디를 위한 율로지 (1968):
제 형은 이상화될 필요도, 죽음으로써 삶에서 그랬던 것 이상으로 부풀려질 필요도 없습니다. 그저 선량하고 품위 있는 사람으로 기억될 뿐입니다. 그는 잘못을 보고 바로잡으려 했고, 고통을 보고 치유하려 했으며, 전쟁을 보고 멈추려 했습니다.
그를 사랑했고 오늘 그를 안식처로 모시는 우리는 그가 우리에게 그랬던 것과 그가 다른 사람들에게 바랐던 것이 언젠가 온 세상에 이루어지기를 기도합니다.
그가 이 나라 여러 곳에서 그가 만났고 그를 만나려 했던 사람들에게 여러 번 말했듯이: 어떤 사람들은 있는 그대로를 보고 왜 그러냐고 묻지만, 나는 결코 존재하지 않았던 것을 꿈꾸고 왜 안 되냐고 묻습니다.

## 내용
율로지에는 여러 가지 종류가 있다. 어떤 것들은 단순히 그 사람의 삶에 대한 전기로만 사용된다. 짧은 전기는 그 개인이 삶에서 겪었던 일을 단순히 다시 이야기하는 것이다. 이는 고인의 삶에서 중요한 지점을 강조하기 위해 사용될 수 있다. 또 다른 버전은 그 개인이 무엇을 했는지에 대한 더 개인적인 관점을 이야기하는 것이다. 이는 이야기꾼과 고인 사이에 공유된 기억을 다시 이야기하는 것을 포함한다. 기억, 인상, 경험은 모두 개인적인 율로지를 다시 이야기하는 데 포함될 수 있는 것들이다(Burch, 2006). 세계 대부분의 지역에서 율로지는 주로 그 사람의 삶의 주요 사건, 예를 들어 직업이나 경력, 교육 등을 강조하여 그 사람의 삶의 전기에 초점을 맞춘다.

## 같이 보기
- 청중 응답 시스템
- 콘솔라티오
- 대중조작
- 디클라마티오
- 토론
- 에피타피오스 (전례)
- 장례식 집례자
- 장례 연설 (고대 그리스)
- 글로소포비아
- 연설 목록
- 부고
- 판에기리코스
- 설득
- 공개 연설자
- 레퀴엠
- 수사학
- 연설작가
- 연설가 섭외 기관
- 주제적 해석
- 토스트마스터즈 인터내셔널